# Nico Schaap
Nico Schaap (Amsterdam, 26 februari 1946 – 19 september 2009) was een Nederlands acteur en operazanger. Schaap speelde onder meer een rol in Baantjer, Medisch Centrum West en Vuurzee. Zijn rol als de kunstenaar Bredero in de Twentse regiosoap Van Jonge Leu en Oale Groond moest hij na het tweede seizoen opgeven; vlak voor de start van de opnames voor seizoen drie werd hij getroffen door een hartinfarct, waardoor hij zijn rol moest teruggeven. De rol van Bredero werd overgenomen door Guus Dam. 
Nico Schaap is in 2009 op 63-jarige leeftijd overleden aan de gevolgen van kanker.

## Televisie
- De kleine waarheid - Straatzanger (1971)
- Te gek om los te lopen - Bram (1981)
- Zeg 'ns Aaa - Bertje (aflevering: Pizza) (1982)
- De Zevensprong - Manus (1982)
- Briefgeheim - dokter (1983)
- Ciske de Rat - Meneer Bak (1984)
- Overvallers in de Dierentuin - Politiechef (1984)
- Medisch Centrum West - Specialist Lukassen (1989)
- Medisch Centrum West - Joop Jacobs (1993)
- Goede tijden, slechte tijden - Verkoper (1993)
- Vrouwenvleugel - Barman (1993)
- Vrienden voor het leven - Barman (1993)
- Coverstory - Koos Mol (1995)
- Flodder 3 - Wijkagent (1995)
- Toen was geluk heel gewoon - Theo Dubois (1996)
- Toen was geluk heel gewoon - Lou Geels (Bromsnor) (1999)
- Toen was geluk heel gewoon - Mijnheer Bouwes (huisbaas van moeder van Nel) (2001)
- Baantjer - Richard Wilderom (2003)
- Vuurzee - Hartwig (2005, 2006)
- Van jonge leu en oale groond - Bredero (2005-2007)
- ‘’Lotte, 2006, man met de rozen’’

## Musical
- The Phantom of the Opera - Monsieur Firmin (1993-1996)
- Elisabeth - Hertog Max (1999-2001)
- Doornroosje - Koning Lodewijk (2002)
- Rembrandt - Ensemble (2006-2007)